# Словацький футбольний союз
Словацький футбольний союз (словац. Slovenský futbalový zväz (SFZ)) — організація, що здійснює контроль і управління футболом в Словаччині. Заснований у 1938 році. Член ФІФА з 1994 року та УЄФА з 1993 року. Офіс розташований на вулиці Томашикова в Братиславі.

## Історія

Колишній логотип союзу

Словацький футбольний союз був заснований 4 листопада 1938 року і став членом ФІФА в 1939 році, але після Другої світової війни футбольні змагання і національні збірні Чехії та Словаччини були об'єднанні і СФЗ припинив існування.
Знову став членом УЄФА у 1993, а ФІФА у 1994 році, після розпаду Чехословаччини. Під егідою Словацького футбольного союзу проводяться змагання в Цоргонь-лізі, Першій лізі, Кубку та Суперкубку. Союз організовує діяльність та управління національними збірними з футболу, в їх число входить також і головна збірна країни.

## Президенти
- 1988—1999: Мілан Служанич
- 1999—2010: Франтішек Лаурінец
- 2010 — донині: Ян Ковачік[1]